# Rencontres de la Ligue des champions de l'UEFA 2010-2011
Cet article présente les résultats détaillés des rencontres de la Ligue des champions de l'UEFA 2010-2011.

## Phase de groupes
Les deux meilleures équipes de chaque groupe, soit seize équipes, se qualifient pour les huitièmes de finale tandis que les troisièmes de chaque groupe se qualifient pour les seizièmes de finale de la Ligue Europa.
Légende des classements
- Qualifié pour la phase finale
- Éliminé mais repêché en seizièmes de finale de la Ligue Europa

Légende des résultats
- Victoire à domicile
- Match nul
- Victoire à l'extérieur

### Groupe A
| Rang | Équipe       | Pts | J | G | N | P | Bp | Bc | Diff |  | Résultats (▼ dom., ► ext.) |     |     |     |     |
| ---- | ------------ | --- | - | - | - | - | -- | -- | ---- |  | -------------------------- | --- | --- | --- | --- |
| 1    | Tottenham    | 11  | 6 | 3 | 2 | 1 | 18 | 11 | +7   |  | Tottenham                  |     | 3-1 | 4-1 | 3-0 |
| 2    | Inter Milan  | 10  | 6 | 3 | 1 | 2 | 12 | 11 | +1   |  | Inter Milan                | 4-3 |     | 1-0 | 4-0 |
| 3    | FC Twente    | 6   | 6 | 1 | 3 | 2 | 9  | 11 | -2   |  | FC Twente                  | 3-3 | 2-2 |     | 1-1 |
| 4    | Werder Brême | 5   | 6 | 1 | 2 | 3 | 6  | 12 | -6   |  | Werder Brême               | 2-2 | 3-0 | 0-2 |     |

| 1re journée                    | FC Twente                      | 2 - 2   | Inter Milan              | FC Twente Stadion, Enschede                    |                                                |
| 14 septembre 2010 20h45 (CEST) | Janssen 20e · Milito 30e (csc) | (2 - 2) | Sneijder 13e · Eto'o 41e | Spectateurs : 23 800 Arbitrage : Pedro Proença | Spectateurs : 23 800 Arbitrage : Pedro Proença |
| 14 septembre 2010 20h45 (CEST) | Rapport                        |         |                          | Spectateurs : 23 800 Arbitrage : Pedro Proença | Spectateurs : 23 800 Arbitrage : Pedro Proença |

|  | Werder Brême            | 2 - 2   | Tottenham                      | Weserstadion, Brême                              |                                                  |
|  | Almeida 43e · Marin 47e | (1 - 2) | Pasanen 12e (csc) · Crouch 18e | Spectateurs : 30 344 Arbitrage : Massimo Busacca | Spectateurs : 30 344 Arbitrage : Massimo Busacca |
|  | Rapport                 |         |                                | Spectateurs : 30 344 Arbitrage : Massimo Busacca | Spectateurs : 30 344 Arbitrage : Massimo Busacca |

| 2e journée                     | Tottenham                                                                  | 4 - 1   | FC Twente  | White Hart Lane, Londres                     |                                              |
| 29 septembre 2010 20h45 (CEST) | Van der Vaart 47e 43e, 61e · Pavlyuchenko 50e (pen.) 64e (pen.) · Bale 85e | (0 - 0) | Chadli 56e | Spectateurs : 32 318 Arbitrage : Terje Hauge | Spectateurs : 32 318 Arbitrage : Terje Hauge |
| 29 septembre 2010 20h45 (CEST) | Rapport                                                                    |         |            | Spectateurs : 32 318 Arbitrage : Terje Hauge | Spectateurs : 32 318 Arbitrage : Terje Hauge |

|  | Inter Milan                      | 4 - 0   | Werder Brême | Stade Giuseppe-Meazza, Milan                              |                                                           |
|  | Eto'o 21e 27e 81e · Sneijder 34e | (3 - 0) |              | Spectateurs : 48 126 Arbitrage : Alberto Undiano Mallenco | Spectateurs : 48 126 Arbitrage : Alberto Undiano Mallenco |
|  | Rapport                          |         |              | Spectateurs : 48 126 Arbitrage : Alberto Undiano Mallenco | Spectateurs : 48 126 Arbitrage : Alberto Undiano Mallenco |

| 3e journée                   | Inter Milan                                       | 4 - 3   | Tottenham                     | Stade Giuseppe-Meazza, Milan                   |                                                |
| 20 octobre 2010 20h45 (CEST) | Zanetti 2e · Eto'o 11e (pen.) 35e · Stanković 14e | (4 - 0) | Gomes 8e · Bale 52e 90e 90+1e | Spectateurs : 70 520 Arbitrage : Damir Skomina | Spectateurs : 70 520 Arbitrage : Damir Skomina |
| 20 octobre 2010 20h45 (CEST) | Rapport                                           |         |                               | Spectateurs : 70 520 Arbitrage : Damir Skomina | Spectateurs : 70 520 Arbitrage : Damir Skomina |

|  | FC Twente   | 1 - 1   | Werder Brême   | FC Twente Stadion, Enschede                      |                                                  |
|  | Janssen 75e | (0 - 0) | Arnautović 80e | Spectateurs : 24 000 Arbitrage : Claus Bo Larsen | Spectateurs : 24 000 Arbitrage : Claus Bo Larsen |
|  | Rapport     |         |                | Spectateurs : 24 000 Arbitrage : Claus Bo Larsen | Spectateurs : 24 000 Arbitrage : Claus Bo Larsen |

| 4e journée                  | Tottenham                                           | 3 - 1   | Inter Milan | White Hart Lane, Londres                       |                                                |
| 2 novembre 2010 20h45 (CET) | Van der Vaart 18e · Crouch 61e · Pavlioutchenko 89e | (1 - 0) | Eto'o 80e   | Spectateurs : 34 103 Arbitrage : Viktor Kassai | Spectateurs : 34 103 Arbitrage : Viktor Kassai |
| 2 novembre 2010 20h45 (CET) | Rapport                                             |         |             | Spectateurs : 34 103 Arbitrage : Viktor Kassai | Spectateurs : 34 103 Arbitrage : Viktor Kassai |

|  | Werder Brême | 0 - 2   | FC Twente                | Weserstadion, Brême                          |                                              |
|  | Frings 75e   | (0 - 0) | Chadli 81e · de Jong 84e | Spectateurs : 30 200 Arbitrage : Alain Hamer | Spectateurs : 30 200 Arbitrage : Alain Hamer |
|  | Rapport      |         |                          | Spectateurs : 30 200 Arbitrage : Alain Hamer | Spectateurs : 30 200 Arbitrage : Alain Hamer |

| 5e journée                   | Inter Milan   | 1 - 0   | FC Twente | Stade Giuseppe-Meazza, Milan                     |                                                  |
| 24 novembre 2010 20h45 (CET) | Cambiasso 55e | (0 - 0) |           | Spectateurs : 29 466 Arbitrage : Stéphane Lannoy | Spectateurs : 29 466 Arbitrage : Stéphane Lannoy |
| 24 novembre 2010 20h45 (CET) | Rapport       |         |           | Spectateurs : 29 466 Arbitrage : Stéphane Lannoy | Spectateurs : 29 466 Arbitrage : Stéphane Lannoy |

|  | Tottenham                             | 3 - 0   | Werder Brême | White Hart Lane, Londres                              |                                                       |
|  | Kaboul 6e · Modrić 45+1e · Crouch 79e | (2 - 0) |              | Spectateurs : 33 546 Arbitrage : Olegário Benquerença | Spectateurs : 33 546 Arbitrage : Olegário Benquerença |
|  | Rapport                               |         |              | Spectateurs : 33 546 Arbitrage : Olegário Benquerença | Spectateurs : 33 546 Arbitrage : Olegário Benquerença |

| 6e journée                  | FC Twente                                      | 3 - 3   | Tottenham                           | FC Twente Stadion, Enschede                              |                                                          |
| 7 décembre 2010 20h45 (CET) | Landzaat 22e (pen.) · Rosales 56e · Chadli 64e | (1 - 1) | Wisgerhof 12e (csc) · Defoe 47e 59e | Spectateurs : 24 000 Arbitrage : Carlos Velasco Carballo | Spectateurs : 24 000 Arbitrage : Carlos Velasco Carballo |
| 7 décembre 2010 20h45 (CET) | Rapport                                        |         |                                     | Spectateurs : 24 000 Arbitrage : Carlos Velasco Carballo | Spectateurs : 24 000 Arbitrage : Carlos Velasco Carballo |

|  | Werder Brême                             | 3 - 0   | Inter Milan | Weserstadion, Brême                           |                                               |
|  | Prödl 39e · Arnautović 49e · Pizarro 88e | (1 - 0) |             | Spectateurs : 30 400 Arbitrage : Cüneyt Çakır | Spectateurs : 30 400 Arbitrage : Cüneyt Çakır |
|  | Rapport                                  |         |             | Spectateurs : 30 400 Arbitrage : Cüneyt Çakır | Spectateurs : 30 400 Arbitrage : Cüneyt Çakır |

### Groupe B
| Rang | Équipe             | Pts | J | G | N | P | Bp | Bc | Diff |  | Résultats (▼ dom., ► ext.) |     |     |     |     |
| ---- | ------------------ | --- | - | - | - | - | -- | -- | ---- |  | -------------------------- | --- | --- | --- | --- |
| 1    | Schalke 04         | 13  | 6 | 4 | 1 | 1 | 10 | 3  | +7   |  | Schalke 04                 |     | 3-0 | 2-0 | 3-1 |
| 2    | Olympique lyonnais | 10  | 6 | 3 | 1 | 2 | 11 | 10 | +1   |  | Olympique lyonnais         | 1-0 |     | 2-0 | 2-2 |
| 3    | Benfica Lisbonne   | 6   | 6 | 2 | 0 | 4 | 7  | 12 | -5   |  | Benfica Lisbonne           | 1-2 | 4-3 |     | 2-0 |
| 4    | Hapoël Tel-Aviv    | 5   | 6 | 1 | 2 | 3 | 7  | 10 | -3   |  | Hapoël Tel-Aviv            | 0-0 | 1-3 | 3-0 |     |

| 1re journée                    | Olympique lyonnais | 1 - 0   | Schalke 04  | Stade de Gerland, Lyon                      |                                             |
| 14 septembre 2010 20h45 (CEST) | Bastos 21e         | (1 - 0) | Höwedes 38e | Spectateurs : 35 552 Arbitrage : Ivan Bebek | Spectateurs : 35 552 Arbitrage : Ivan Bebek |
| 14 septembre 2010 20h45 (CEST) | Rapport            |         |             | Spectateurs : 35 552 Arbitrage : Ivan Bebek | Spectateurs : 35 552 Arbitrage : Ivan Bebek |

|  | Benfica Lisbonne         | 2 - 0   | Hapoël Tel-Aviv | Estádio da Luz, Lisbonne                               |                                                        |
|  | Luisão 21e · Cardozo 68e | (1 – 0) |                 | Spectateurs : 31 512 Arbitrage : Aleksei Nikolaev (en) | Spectateurs : 31 512 Arbitrage : Aleksei Nikolaev (en) |
|  | Rapport                  |         |                 | Spectateurs : 31 512 Arbitrage : Aleksei Nikolaev (en) | Spectateurs : 31 512 Arbitrage : Aleksei Nikolaev (en) |

| 2e journée                     | Hapoël Tel-Aviv    | 1 - 3   | Olympique lyonnais                  | Bloomfield Stadium, Tel Aviv-Jaffa           |                                              |
| 29 septembre 2010 20h45 (CEST) | Enyeama 79e (pen.) | (0 - 2) | Bastos 7e (pen.) 36e · Pjanić 90+4e | Spectateurs : 12 226 Arbitrage : Howard Webb | Spectateurs : 12 226 Arbitrage : Howard Webb |
| 29 septembre 2010 20h45 (CEST) | Rapport            |         |                                     | Spectateurs : 12 226 Arbitrage : Howard Webb | Spectateurs : 12 226 Arbitrage : Howard Webb |

|  | Schalke 04                 | 2 - 0   | Benfica Lisbonne | Arena AufSchalke, Gelsenkirchen                  |                                                  |
|  | Farfán 73e · Huntelaar 85e | (0 - 0) |                  | Spectateurs : 50 436 Arbitrage : Gianluca Rocchi | Spectateurs : 50 436 Arbitrage : Gianluca Rocchi |
|  | Rapport                    |         |                  | Spectateurs : 50 436 Arbitrage : Gianluca Rocchi | Spectateurs : 50 436 Arbitrage : Gianluca Rocchi |

| 3e journée                   | Schalke 04               | 3 - 1   | Hapoël Tel-Aviv | Arena AufSchalke, Gelsenkirchen                 |                                                 |
| 20 octobre 2010 20h45 (CEST) | Raúl 3e 58e · Jurado 68e | (1 - 0) | Shechter 90+3e  | Spectateurs : 51 230 Arbitrage : William Collum | Spectateurs : 51 230 Arbitrage : William Collum |
| 20 octobre 2010 20h45 (CEST) | Rapport                  |         |                 | Spectateurs : 51 230 Arbitrage : William Collum | Spectateurs : 51 230 Arbitrage : William Collum |

|  | Olympique lyonnais        | 2 - 0   | Benfica Lisbonne | Stade de Gerland, Lyon                                    |                                                           |
|  | Briand 21e · Lisandro 51e | (1 - 0) | Gaitán 34e, 43e  | Spectateurs : 39 427 Arbitrage : Alberto Undiano Mallenco | Spectateurs : 39 427 Arbitrage : Alberto Undiano Mallenco |
|  | Rapport                   |         |                  | Spectateurs : 39 427 Arbitrage : Alberto Undiano Mallenco | Spectateurs : 39 427 Arbitrage : Alberto Undiano Mallenco |

| 4e journée                  | Hapoël Tel-Aviv | 0 - 0   | Schalke 04 | Bloomfield Stadium, Tel Aviv-Jaffa                  |                                                     |
| 2 novembre 2010 20h45 (CET) |                 | (0 - 0) |            | Spectateurs : 13 094 Arbitrage : Frank De Bleeckere | Spectateurs : 13 094 Arbitrage : Frank De Bleeckere |
| 2 novembre 2010 20h45 (CET) | Rapport         |         |            | Spectateurs : 13 094 Arbitrage : Frank De Bleeckere | Spectateurs : 13 094 Arbitrage : Frank De Bleeckere |

|  | Benfica Lisbonne                                             | 4 - 3   | Olympique lyonnais                      | Estádio da Luz, Lisbonne                       |                                                |
|  | Alan Kardec 20e · Fábio Coentrão 32e 67e · Javier García 42e | (3 - 0) | Gourcuff 74e · Gomis 85e · Lovren 90+5e | Spectateurs : 37 394 Arbitrage : Craig Thomson | Spectateurs : 37 394 Arbitrage : Craig Thomson |
|  | Rapport                                                      |         |                                         | Spectateurs : 37 394 Arbitrage : Craig Thomson | Spectateurs : 37 394 Arbitrage : Craig Thomson |

| 5e journée                   | Schalke 04                     | 3 - 0   | Olympique lyonnais | Arena AufSchalke, Gelsenkirchen                 |                                                 |
| 24 novembre 2010 20h45 (CET) | Farfán 13e · Huntelaar 20e 89e | (2 - 0) |                    | Spectateurs : 51 132 Arbitrage : Nicola Rizzoli | Spectateurs : 51 132 Arbitrage : Nicola Rizzoli |
| 24 novembre 2010 20h45 (CET) | Rapport                        |         |                    | Spectateurs : 51 132 Arbitrage : Nicola Rizzoli | Spectateurs : 51 132 Arbitrage : Nicola Rizzoli |

|  | Hapoël Tel-Aviv                 | 3 - 0   | Benfica Lisbonne | Bloomfield Stadium, Tel Aviv-Jaffa           |                                              |
|  | Zahavi 24e 90+2e · da Silva 74e | (1 - 0) |                  | Spectateurs : 11 668 Arbitrage : Alain Hamer | Spectateurs : 11 668 Arbitrage : Alain Hamer |
|  | Rapport                         |         |                  | Spectateurs : 11 668 Arbitrage : Alain Hamer | Spectateurs : 11 668 Arbitrage : Alain Hamer |

| 6e journée                  | Olympique lyonnais           | 2 - 2   | Hapoël Tel-Aviv        | Stade de Gerland, Lyon                             |                                                    |
| 7 décembre 2010 20h45 (CET) | Lisandro 62e · Lacazette 88e | (0 - 0) | Sahar 63e · Zahavi 69e | Spectateurs : 32 245 Arbitrage : Svein Oddvar Moen | Spectateurs : 32 245 Arbitrage : Svein Oddvar Moen |
| 7 décembre 2010 20h45 (CET) | Rapport                      |         |                        | Spectateurs : 32 245 Arbitrage : Svein Oddvar Moen | Spectateurs : 32 245 Arbitrage : Svein Oddvar Moen |

|  | Benfica Lisbonne | 1 - 2   | Schalke 04               | Estádio da Luz, Lisbonne                     |                                              |
|  | Luisão 87e       | (0 - 1) | Jurado 19e · Höwedes 81e | Spectateurs : 23 348 Arbitrage : Howard Webb | Spectateurs : 23 348 Arbitrage : Howard Webb |
|  | Rapport          |         |                          | Spectateurs : 23 348 Arbitrage : Howard Webb | Spectateurs : 23 348 Arbitrage : Howard Webb |

### Groupe C
| Rang | Équipe            | Pts | J | G | N | P | Bp | Bc | Diff |  | Résultats (▼ dom., ► ext.) |     |     |     |     |
| ---- | ----------------- | --- | - | - | - | - | -- | -- | ---- |  | -------------------------- | --- | --- | --- | --- |
| 1    | Manchester United | 14  | 6 | 4 | 2 | 0 | 7  | 1  | +6   |  | Manchester United          |     | 1-1 | 0-0 | 1-0 |
| 2    | Valence           | 11  | 6 | 3 | 2 | 1 | 15 | 4  | +11  |  | Valence                    | 0-1 |     | 3-0 | 6-1 |
| 3    | Glasgow Rangers   | 6   | 6 | 1 | 3 | 2 | 3  | 6  | -3   |  | Glasgow Rangers            | 0-1 | 1-1 |     | 1-0 |
| 4    | Bursaspor         | 1   | 6 | 0 | 1 | 5 | 2  | 16 | -14  |  | Bursaspor                  | 0-3 | 0-4 | 1-1 |     |

| 1re journée                    | Manchester United | 0 - 0   | Glasgow Rangers | Old Trafford, Manchester                              |                                                       |
| 14 septembre 2010 20h45 (CEST) |                   | (0 - 0) |                 | Spectateurs : 74 408 Arbitrage : Olegário Benquerença | Spectateurs : 74 408 Arbitrage : Olegário Benquerença |
| 14 septembre 2010 20h45 (CEST) | Rapport           |         |                 | Spectateurs : 74 408 Arbitrage : Olegário Benquerença | Spectateurs : 74 408 Arbitrage : Olegário Benquerença |

|  | Bursaspor | 0 - 4   | Valence                                          | Stade Bursa Atatürk, Bursa                         |                                                    |
|  |           | (0 - 2) | Costa 16e · Aduriz 41e · Pablo 68e · Soldado 76e | Spectateurs : 25 000 Arbitrage : Svein Oddvar Moen | Spectateurs : 25 000 Arbitrage : Svein Oddvar Moen |
|  | Rapport   |         |                                                  | Spectateurs : 25 000 Arbitrage : Svein Oddvar Moen | Spectateurs : 25 000 Arbitrage : Svein Oddvar Moen |

| 2e journée                     | Valence | 0 - 1   | Manchester United | Estadio de Mestalla, Valence                   |                                                |
| 29 septembre 2010 20h45 (CEST) |         | (0 - 0) | Hernández 85e     | Spectateurs : 34 946 Arbitrage : Viktor Kassai | Spectateurs : 34 946 Arbitrage : Viktor Kassai |
| 29 septembre 2010 20h45 (CEST) | Rapport |         |                   | Spectateurs : 34 946 Arbitrage : Viktor Kassai | Spectateurs : 34 946 Arbitrage : Viktor Kassai |

|  | Glasgow Rangers | 1 - 0   | Bursaspor | Ibrox Stadium, Glasgow                          |                                                 |
|  | Naismith 18e    | (1 - 0) |           | Spectateurs : 49 578 Arbitrage : Serge Gumienny | Spectateurs : 49 578 Arbitrage : Serge Gumienny |
|  | Rapport         |         |           | Spectateurs : 49 578 Arbitrage : Serge Gumienny | Spectateurs : 49 578 Arbitrage : Serge Gumienny |

| 3e journée                   | Glasgow Rangers | 1 - 1   | Valence       | Ibrox Stadium, Glasgow                          |                                                 |
| 20 octobre 2010 20h45 (CEST) | Edu 34e         | (1 - 0) | Edu 46e (csc) | Spectateurs : 41 000 Arbitrage : Nicola Rizzoli | Spectateurs : 41 000 Arbitrage : Nicola Rizzoli |
| 20 octobre 2010 20h45 (CEST) | Rapport         |         |               | Spectateurs : 41 000 Arbitrage : Nicola Rizzoli | Spectateurs : 41 000 Arbitrage : Nicola Rizzoli |

|  | Manchester United | 1 - 0   | Bursaspor | Old Trafford, Manchester                         |                                                  |
|  | Nani 7e           | (1 - 0) |           | Spectateurs : 72 610 Arbitrage : Gianluca Rocchi | Spectateurs : 72 610 Arbitrage : Gianluca Rocchi |
|  | Rapport           |         |           | Spectateurs : 72 610 Arbitrage : Gianluca Rocchi | Spectateurs : 72 610 Arbitrage : Gianluca Rocchi |

| 4e journée                  | Bursaspor | 0 - 3   | Manchester United                     | Stade Bursa Atatürk, Bursa                      |                                                 |
| 2 novembre 2010 20h45 (CET) |           | (0 - 0) | Fletcher 48e · Obertan 73e · Bebé 77e | Spectateurs : 19 050 Arbitrage : Wolfgang Stark | Spectateurs : 19 050 Arbitrage : Wolfgang Stark |
| 2 novembre 2010 20h45 (CET) | Rapport   |         |                                       | Spectateurs : 19 050 Arbitrage : Wolfgang Stark | Spectateurs : 19 050 Arbitrage : Wolfgang Stark |

|  | Valence                     | 3 - 0   | Glasgow Rangers | Estadio de Mestalla, Valence                 |                                              |
|  | Soldado 33e 71e · Costa 90e | (1 - 0) |                 | Spectateurs : 26 821 Arbitrage : Felix Brych | Spectateurs : 26 821 Arbitrage : Felix Brych |
|  | Rapport                     |         |                 | Spectateurs : 26 821 Arbitrage : Felix Brych | Spectateurs : 26 821 Arbitrage : Felix Brych |

| 5e journée                   | Glasgow Rangers | 0 - 1   | Manchester United | Ibrox Stadium, Glasgow                           |                                                  |
| 24 novembre 2010 20h45 (CET) |                 | (0 - 0) | Rooney 87e (pen.) | Spectateurs : 49 764 Arbitrage : Massimo Busacca | Spectateurs : 49 764 Arbitrage : Massimo Busacca |
| 24 novembre 2010 20h45 (CET) | Rapport         |         |                   | Spectateurs : 49 764 Arbitrage : Massimo Busacca | Spectateurs : 49 764 Arbitrage : Massimo Busacca |

|  | Valence                                                                      | 6 - 1   | Bursaspor   | Estadio de Mestalla, Valence                  |                                               |
|  | Mata 17e (pen.) · Soldado 21e 55e · Aduriz 30e · Joaquín 37e · Domínguez 78e | (4 - 0) | Batalla 69e | Spectateurs : 31 225 Arbitrage : Bruno Paixão | Spectateurs : 31 225 Arbitrage : Bruno Paixão |
|  | Rapport                                                                      |         |             | Spectateurs : 31 225 Arbitrage : Bruno Paixão | Spectateurs : 31 225 Arbitrage : Bruno Paixão |

| 6e journée                  | Bursaspor  | 1 - 1   | Glasgow Rangers | Stade Bursa Atatürk, Bursa                   |                                              |
| 7 décembre 2010 20h45 (CET) | Sercam 79e | (0 - 1) | Miller 19e      | Spectateurs : 9 673 Arbitrage : Tony Chapron | Spectateurs : 9 673 Arbitrage : Tony Chapron |
| 7 décembre 2010 20h45 (CET) | Rapport    |         |                 | Spectateurs : 9 673 Arbitrage : Tony Chapron | Spectateurs : 9 673 Arbitrage : Tony Chapron |

|  | Manchester United | 1 - 1   | Valence   | Old Trafford, Manchester                       |                                                |
|  | Anderson 62e      | (0 - 1) | Pablo 32e | Spectateurs : 74 513 Arbitrage : Pedro Proença | Spectateurs : 74 513 Arbitrage : Pedro Proença |
|  | Rapport           |         |           | Spectateurs : 74 513 Arbitrage : Pedro Proença | Spectateurs : 74 513 Arbitrage : Pedro Proença |

### Groupe D
| Rang | Équipe        | Pts | J | G | N | P | Bp | Bc | Diff |  | Résultats (▼ dom., ► ext.) |     |     |     |     |
| ---- | ------------- | --- | - | - | - | - | -- | -- | ---- |  | -------------------------- | --- | --- | --- | --- |
| 1    | FC Barcelone  | 14  | 6 | 4 | 2 | 0 | 14 | 3  | +11  |  | FC Barcelone               |     | 2-0 | 2-0 | 5-1 |
| 2    | FC Copenhague | 10  | 6 | 3 | 1 | 2 | 7  | 5  | +2   |  | FC Copenhague              | 1-1 |     | 1-0 | 3-1 |
| 3    | Rubin Kazan   | 6   | 6 | 1 | 3 | 2 | 2  | 4  | -2   |  | Rubin Kazan                | 1-1 | 1-0 |     | 0-0 |
| 4    | Panathinaïkos | 2   | 6 | 0 | 2 | 4 | 2  | 13 | -11  |  | Panathinaïkos              | 0-3 | 0-2 | 0-0 |     |

| 1re journée                    | FC Barcelone                                               | 5 - 1   | Panathinaïkos | Camp Nou, Barcelone                             |                                                 |
| 14 septembre 2010 20h45 (CEST) | Messi 22e 45e · Villa 33e · Pedro 78e · Daniel Alves 90+3e | (3 - 1) | Govou 20e     | Spectateurs : 69 738 Arbitrage : Nicola Rizzoli | Spectateurs : 69 738 Arbitrage : Nicola Rizzoli |
| 14 septembre 2010 20h45 (CEST) | Rapport                                                    |         |               | Spectateurs : 69 738 Arbitrage : Nicola Rizzoli | Spectateurs : 69 738 Arbitrage : Nicola Rizzoli |

|  | FC Copenhague | 1 - 0   | Rubin Kazan | Parken Stadium, Copenhague                        |                                                   |
|  | N'Doye 87e    | (0 - 0) |             | Spectateurs : 29 661 Arbitrage : Thomas Einwaller | Spectateurs : 29 661 Arbitrage : Thomas Einwaller |
|  | Rapport       |         |             | Spectateurs : 29 661 Arbitrage : Thomas Einwaller | Spectateurs : 29 661 Arbitrage : Thomas Einwaller |

| 2e journée                     | Rubin Kazan      | 1 - 1   | FC Barcelone     | Stade central, Kazan                          |                                               |
| 29 septembre 2010 18h30 (CEST) | Noboa 30e (pen.) | (1 - 0) | Villa 60e (pen.) | Spectateurs : 23 950 Arbitrage : Cüneyt Çakır | Spectateurs : 23 950 Arbitrage : Cüneyt Çakır |
| 29 septembre 2010 18h30 (CEST) | Rapport          |         |                  | Spectateurs : 23 950 Arbitrage : Cüneyt Çakır | Spectateurs : 23 950 Arbitrage : Cüneyt Çakır |

|              | Panathinaïkos     | 0 - 2   | FC Copenhague             | Stade olympique, Athènes                        |                                                 |
| 20h45 (CEST) | Gilberto 35e, 48e | (0 - 2) | N'Doye 28e · Vingaard 37e | Spectateurs : 43 607 Arbitrage : William Collum | Spectateurs : 43 607 Arbitrage : William Collum |
| 20h45 (CEST) | Rapport           |         |                           | Spectateurs : 43 607 Arbitrage : William Collum | Spectateurs : 43 607 Arbitrage : William Collum |

| 3e journée                   | Panathinaïkos | 0 - 0   | Rubin Kazan | Stade olympique, Athènes                      |                                               |
| 20 octobre 2010 20h45 (CEST) |               | (0 - 0) |             | Spectateurs : 36 748 Arbitrage : Manuel Gräfe | Spectateurs : 36 748 Arbitrage : Manuel Gräfe |
| 20 octobre 2010 20h45 (CEST) | Rapport       |         |             | Spectateurs : 36 748 Arbitrage : Manuel Gräfe | Spectateurs : 36 748 Arbitrage : Manuel Gräfe |

|  | FC Barcelone    | 2 - 0   | FC Copenhague | Camp Nou, Barcelone                              |                                                  |
|  | Messi 19e 90+2e | (1 - 0) |               | Spectateurs : 75 852 Arbitrage : Stéphane Lannoy | Spectateurs : 75 852 Arbitrage : Stéphane Lannoy |
|  | Rapport         |         |               | Spectateurs : 75 852 Arbitrage : Stéphane Lannoy | Spectateurs : 75 852 Arbitrage : Stéphane Lannoy |

| 4e journée                  | Rubin Kazan | 0 - 0   | Panathinaïkos | Stade central, Kazan                          |                                               |
| 2 novembre 2010 18h30 (CET) |             | (0 - 0) |               | Spectateurs : 16 400 Arbitrage : Tony Chapron | Spectateurs : 16 400 Arbitrage : Tony Chapron |
| 2 novembre 2010 18h30 (CET) | Rapport     |         |               | Spectateurs : 16 400 Arbitrage : Tony Chapron | Spectateurs : 16 400 Arbitrage : Tony Chapron |

|  | FC Copenhague | 1 - 1   | FC Barcelone | Parken Stadium, Copenhague                      |                                                 |
|  | Claudemir 31e | (1 - 1) | Messi 30e    | Spectateurs : 37 049 Arbitrage : Cristian Balaj | Spectateurs : 37 049 Arbitrage : Cristian Balaj |
|  | Rapport       |         |              | Spectateurs : 37 049 Arbitrage : Cristian Balaj | Spectateurs : 37 049 Arbitrage : Cristian Balaj |

| 5e journée                   | Panathinaïkos | 0 - 3   | FC Barcelone              | Stade olympique, Athènes                         |                                                  |
| 24 novembre 2010 20h45 (CET) |               | (0 - 1) | Pedro 26e 68e · Messi 61e | Spectateurs : 58 466 Arbitrage : Gianluca Rocchi | Spectateurs : 58 466 Arbitrage : Gianluca Rocchi |
| 24 novembre 2010 20h45 (CET) | Rapport       |         |                           | Spectateurs : 58 466 Arbitrage : Gianluca Rocchi | Spectateurs : 58 466 Arbitrage : Gianluca Rocchi |

|             | Rubin Kazan        | 1 -0    | FC Copenhague | Stade central, Kazan                             |                                                  |
| 18h30 (CET) | Noboa 45+2e (pen.) | (1 - 0) |               | Spectateurs : 18 720 Arbitrage : Martin Atkinson | Spectateurs : 18 720 Arbitrage : Martin Atkinson |
| 18h30 (CET) | Rapport            |         |               | Spectateurs : 18 720 Arbitrage : Martin Atkinson | Spectateurs : 18 720 Arbitrage : Martin Atkinson |

| 6e journée                  | FC Barcelone             | 2 - 0   | Rubin Kazan | Camp Nou, Barcelone                             |                                                 |
| 7 décembre 2010 20h45 (CET) | Fontàs 51e · Vázquez 83e | (0 - 0) |             | Spectateurs : 84 000 Arbitrage : Jonas Eriksson | Spectateurs : 84 000 Arbitrage : Jonas Eriksson |
| 7 décembre 2010 20h45 (CET) | Rapport                  |         |             | Spectateurs : 84 000 Arbitrage : Jonas Eriksson | Spectateurs : 84 000 Arbitrage : Jonas Eriksson |

|  | FC Copenhague                                  | 3 - 1   | Panathinaïkos | Parken Stadium, Copenhague                     |                                                |
|  | Vingaard 27e · Gronkjaer 50e · Cissé 72e (csc) | (1 - 0) | Kanté 90+2e   | Spectateurs : 28 000 Arbitrage : Florian Meyer | Spectateurs : 28 000 Arbitrage : Florian Meyer |
|  | Rapport                                        |         |               | Spectateurs : 28 000 Arbitrage : Florian Meyer | Spectateurs : 28 000 Arbitrage : Florian Meyer |

### Groupe E
| Rang | Équipe        | Pts | J | G | N | P | Bp | Bc | Diff |  | Résultats (▼ dom., ► ext.) |     |     |     |     |
| ---- | ------------- | --- | - | - | - | - | -- | -- | ---- |  | -------------------------- | --- | --- | --- | --- |
| 1    | Bayern Munich | 15  | 6 | 5 | 0 | 1 | 16 | 6  | +10  |  | Bayern Munich              |     | 2-0 | 3-0 | 3-2 |
| 2    | AS Rome       | 10  | 6 | 3 | 1 | 2 | 10 | 11 | -1   |  | AS Rome                    | 3-2 |     | 1-3 | 2-1 |
| 3    | FC Bâle       | 6   | 6 | 2 | 0 | 4 | 8  | 11 | -3   |  | FC Bâle                    | 1-2 | 2-3 |     | 1-0 |
| 4    | CFR Cluj      | 4   | 6 | 1 | 1 | 4 | 6  | 12 | -6   |  | CFR Cluj                   | 0-4 | 1-1 | 2-1 |     |

| 1re journée                    | Bayern Munich          | 2 - 0   | AS Rome | Fußball Arena München, Munich                    |                                                  |
| 15 septembre 2010 20h45 (CEST) | Müller 79e · Klose 83e | (0 - 0) |         | Spectateurs : 66 000 Arbitrage : Stéphane Lannoy | Spectateurs : 66 000 Arbitrage : Stéphane Lannoy |
| 15 septembre 2010 20h45 (CEST) | Rapport                |         |         | Spectateurs : 66 000 Arbitrage : Stéphane Lannoy | Spectateurs : 66 000 Arbitrage : Stéphane Lannoy |

|  | CFR Cluj             | 2 - 1   | FC Bâle       | Stade Dr. Constantin Radulescu, Cluj-Napoca |                                            |
|  | Rada 9e · Traoré 12e | (2 - 1) | Stocker 45+2e | Spectateurs : 9 593 Arbitrage : Alan Kelly  | Spectateurs : 9 593 Arbitrage : Alan Kelly |
|  | Rapport              |         |               | Spectateurs : 9 593 Arbitrage : Alan Kelly  | Spectateurs : 9 593 Arbitrage : Alan Kelly |

| 2e journée                     | FC Bâle  | 1 - 2   | Bayern Munich                 | Parc Saint-Jacques, Bâle                       |                                                |
| 28 septembre 2010 20h45 (CEST) | Frei 18e | (1 - 0) | Schweinsteiger 56e (pen.) 89e | Spectateurs : 37 500 Arbitrage : Craig Thomson | Spectateurs : 37 500 Arbitrage : Craig Thomson |
| 28 septembre 2010 20h45 (CEST) | Rapport  |         |                               | Spectateurs : 37 500 Arbitrage : Craig Thomson | Spectateurs : 37 500 Arbitrage : Craig Thomson |

|  | AS Rome                   | 2 - 1   | CFR Cluj | Stadio olimpico, Rome                           |                                                 |
|  | Mexès 69e · Borriello 71e | (0 - 0) | Rada 78e | Spectateurs : 30 252 Arbitrage : Jonas Eriksson | Spectateurs : 30 252 Arbitrage : Jonas Eriksson |
|  | Rapport                   |         |          | Spectateurs : 30 252 Arbitrage : Jonas Eriksson | Spectateurs : 30 252 Arbitrage : Jonas Eriksson |

| 3e journée                   | AS Rome       | 1 - 3   | FC Bâle                              | Stadio olimpico, Rome                                  |                                                        |
| 19 octobre 2010 20h45 (CEST) | Borriello 21e | (1 - 2) | Frei 12e · Inkoom 44e · Cabral 90+3e | Spectateurs : 22 365 Arbitrage : Aleksei Nikolaev (en) | Spectateurs : 22 365 Arbitrage : Aleksei Nikolaev (en) |
| 19 octobre 2010 20h45 (CEST) | Rapport       |         |                                      | Spectateurs : 22 365 Arbitrage : Aleksei Nikolaev (en) | Spectateurs : 22 365 Arbitrage : Aleksei Nikolaev (en) |

|  | Bayern Munich                                | 3 - 2   | CFR Cluj             | Fußball Arena München, Munich                    |                                                  |
|  | Cadú 32e (csc) · Panin 37e (csc) · Gómez 77e | (2 - 1) | Cadú 28e · Culio 86e | Spectateurs : 64 000 Arbitrage : Martin Atkinson | Spectateurs : 64 000 Arbitrage : Martin Atkinson |
|  | Rapport                                      |         |                      | Spectateurs : 64 000 Arbitrage : Martin Atkinson | Spectateurs : 64 000 Arbitrage : Martin Atkinson |

| 4e journée                  | CFR Cluj | 0 - 4   | Bayern Munich                        | Stade Dr. Constantin Radulescu, Cluj-Napoca     |                                                 |
| 3 novembre 2010 20h45 (CET) |          | (0 - 2) | Mario Gómez 12e 24e 71e · Müller 90e | Spectateurs : 14 097 Arbitrage : Serge Gumienny | Spectateurs : 14 097 Arbitrage : Serge Gumienny |
| 3 novembre 2010 20h45 (CET) | Rapport  |         |                                      | Spectateurs : 14 097 Arbitrage : Serge Gumienny | Spectateurs : 14 097 Arbitrage : Serge Gumienny |

|  | FC Bâle                                     | 2 - 3   | AS Rome                                  | Parc Saint-Jacques, Bâle                       |                                                |
|  | Frei 69e · Shaqiri 83e · Stocker 25e, 90+1e | (0 - 2) | Ménez 16e · Totti 26e (pen.) · Greco 76e | Spectateurs : 36 375 Arbitrage : Björn Kuipers | Spectateurs : 36 375 Arbitrage : Björn Kuipers |
|  | Rapport                                     |         |                                          | Spectateurs : 36 375 Arbitrage : Björn Kuipers | Spectateurs : 36 375 Arbitrage : Björn Kuipers |

| 5e journée                   | AS Rome                                        | 3 - 2   | Bayern Munich | Stadio olimpico, Rome                                     |                                                           |
| 23 novembre 2010 20h45 (CET) | Boriello 49e · De Rossi 81e · Totti 84e (pen.) | (0 - 2) | Gómez 34e 39e | Spectateurs : 45 000 Arbitrage : Alberto Undiano Mallenco | Spectateurs : 45 000 Arbitrage : Alberto Undiano Mallenco |
| 23 novembre 2010 20h45 (CET) | Rapport                                        |         |               | Spectateurs : 45 000 Arbitrage : Alberto Undiano Mallenco | Spectateurs : 45 000 Arbitrage : Alberto Undiano Mallenco |

|  | FC Bâle       | 1 - 0   | CFR Cluj | Parc Saint-Jacques, Bâle                         |                                                  |
|  | Almerares 15e | (1 - 0) |          | Spectateurs : 34 239 Arbitrage : Laurent Duhamel | Spectateurs : 34 239 Arbitrage : Laurent Duhamel |
|  | Rapport       |         |          | Spectateurs : 34 239 Arbitrage : Laurent Duhamel | Spectateurs : 34 239 Arbitrage : Laurent Duhamel |

| 6e journée                  | CFR Cluj   | 1 - 1   | AS Rome       | Stade Dr. Constantin Radulescu, Cluj-Napoca     |                                                 |
| 8 décembre 2010 20h45 (CET) | Traoré 88e | (0 - 1) | Borriello 21e | Spectateurs : 15 000 Arbitrage : William Collum | Spectateurs : 15 000 Arbitrage : William Collum |
| 8 décembre 2010 20h45 (CET) | Rapport    |         |               | Spectateurs : 15 000 Arbitrage : William Collum | Spectateurs : 15 000 Arbitrage : William Collum |

|  | Bayern Munich                     | 3 - 0   | FC Bâle | Fußball Arena München, Munich                   |                                                 |
|  | Ribéry 35e 49e · Timochtchouk 42e | (2 - 0) |         | Spectateurs : 66 000 Arbitrage : Martin Hansson | Spectateurs : 66 000 Arbitrage : Martin Hansson |
|  | Rapport                           |         |         | Spectateurs : 66 000 Arbitrage : Martin Hansson | Spectateurs : 66 000 Arbitrage : Martin Hansson |

### Groupe F
| Rang | Équipe                 | Pts | J | G | N | P | Bp | Bc | Diff |  | Résultats (▼ dom., ► ext.) |     |     |     |     |
| ---- | ---------------------- | --- | - | - | - | - | -- | -- | ---- |  | -------------------------- | --- | --- | --- | --- |
| 1    | Chelsea                | 15  | 6 | 5 | 0 | 1 | 14 | 4  | +10  |  | Chelsea                    |     | 2-0 | 4-1 | 2-1 |
| 2    | Olympique de Marseille | 12  | 6 | 4 | 0 | 2 | 12 | 3  | +9   |  | Olympique de Marseille     | 1-0 |     | 0-1 | 1-0 |
| 3    | Spartak Moscou         | 9   | 6 | 3 | 0 | 3 | 7  | 10 | -3   |  | Spartak Moscou             | 0-2 | 0-3 |     | 3-0 |
| 4    | MŠK Žilina             | 0   | 6 | 0 | 0 | 6 | 3  | 19 | -16  |  | MŠK Žilina                 | 1-4 | 0-7 | 1-2 |     |

| 1re journée                    | Olympique de Marseille | 0 - 1   | Spartak Moscou        | Stade Vélodrome, Marseille                     |                                                |
| 15 septembre 2010 20h45 (CEST) |                        | (0 - 0) | 81e (csc) Azpilicueta | Spectateurs : 55 000 Arbitrage : Florian Meyer | Spectateurs : 55 000 Arbitrage : Florian Meyer |
| 15 septembre 2010 20h45 (CEST) | Rapport                |         |                       | Spectateurs : 55 000 Arbitrage : Florian Meyer | Spectateurs : 55 000 Arbitrage : Florian Meyer |

|  | MŠK Žilina | 1 - 4   | Chelsea                                     | Pod Dubňom, Žilina                             |                                                |
|  | Oravec 55e | (0 - 3) | Essien 13e · Anelka 24e 28e · Sturridge 48e | Spectateurs : 11 000 Arbitrage : Björn Kuipers | Spectateurs : 11 000 Arbitrage : Björn Kuipers |
|  | Rapport    |         |                                             | Spectateurs : 11 000 Arbitrage : Björn Kuipers | Spectateurs : 11 000 Arbitrage : Björn Kuipers |

| 2e journée                     | Chelsea                           | 2 - 0   | Olympique de Marseille | Stamford Bridge, Londres                            |                                                     |
| 28 septembre 2010 20h45 (CEST) | John Terry 7e · Anelka 28e (pen.) | (2 - 0) |                        | Spectateurs : 39 000 Arbitrage : Frank De Bleeckere | Spectateurs : 39 000 Arbitrage : Frank De Bleeckere |
| 28 septembre 2010 20h45 (CEST) | Rapport                           |         |                        | Spectateurs : 39 000 Arbitrage : Frank De Bleeckere | Spectateurs : 39 000 Arbitrage : Frank De Bleeckere |

|              | Spartak Moscou          | 3 - 0   | MŠK Žilina | Stade Loujniki, Moscou                          |                                                 |
| 18h30 (CEST) | Ari 34e 61e · Ibson 89e | (1 - 0) |            | Spectateurs : 50 000 Arbitrage : Martin Hansson | Spectateurs : 50 000 Arbitrage : Martin Hansson |
| 18h30 (CEST) | Rapport                 |         |            | Spectateurs : 50 000 Arbitrage : Martin Hansson | Spectateurs : 50 000 Arbitrage : Martin Hansson |

| 3e journée                   | Spartak Moscou | 0 - 2   | Chelsea                  | Stade Loujniki, Moscou                                   |                                                          |
| 19 octobre 2010 18h30 (CEST) |                | (0 - 2) | Zhirkov 23e · Anelka 43e | Spectateurs : 70 012 Arbitrage : Carlos Velasco Carballo | Spectateurs : 70 012 Arbitrage : Carlos Velasco Carballo |
| 19 octobre 2010 18h30 (CEST) | Rapport        |         |                          | Spectateurs : 70 012 Arbitrage : Carlos Velasco Carballo | Spectateurs : 70 012 Arbitrage : Carlos Velasco Carballo |

|              | Olympique de Marseille | 1 - 0   | MŠK Žilina | Stade Vélodrome, Marseille                  |                                             |
| 20h45 (CEST) | Diawara 48e            | (0 - 0) |            | Spectateurs : 58 000 Arbitrage : Istvan Vad | Spectateurs : 58 000 Arbitrage : Istvan Vad |
| 20h45 (CEST) | Rapport                |         |            | Spectateurs : 58 000 Arbitrage : Istvan Vad | Spectateurs : 58 000 Arbitrage : Istvan Vad |

| 4e journée                  | Chelsea                                        | 4 - 1   | Spartak Moscou | Stamford Bridge, Londres                      |                                               |
| 3 novembre 2010 20h45 (CET) | Anelka 49e · Drogba 62e · Ivanović 66e 90 + 2e | (0 - 0) | Bazhenov 86e   | Spectateurs : 40 477 Arbitrage : Cüneyt Çakır | Spectateurs : 40 477 Arbitrage : Cüneyt Çakır |
| 3 novembre 2010 20h45 (CET) | Rapport                                        |         |                | Spectateurs : 40 477 Arbitrage : Cüneyt Çakır | Spectateurs : 40 477 Arbitrage : Cüneyt Çakır |

|  | MŠK Žilina | 0 - 7   | Olympique de Marseille                                     | Pod Dubňom, Žilina                                  |                                                     |
|  |            | (0 - 4) | Gignac 12e 21e 54e · Heinze 24e · Rémy 36e · Lucho 51e 63e | Spectateurs : 10 000 Arbitrage : Stefan Johannesson | Spectateurs : 10 000 Arbitrage : Stefan Johannesson |
|  | Rapport    |         |                                                            | Spectateurs : 10 000 Arbitrage : Stefan Johannesson | Spectateurs : 10 000 Arbitrage : Stefan Johannesson |

| 5e journée                   | Spartak Moscou | 0 - 3   | Olympique de Marseille                | Stade Loujniki, Moscou                          |                                                 |
| 23 novembre 2010 18h30 (CET) |                | (0 - 1) | Valbuena 18e · Rémy 54e · Brandão 68e | Spectateurs : 43 217 Arbitrage : Wolfgang Stark | Spectateurs : 43 217 Arbitrage : Wolfgang Stark |
| 23 novembre 2010 18h30 (CET) | Rapport        |         |                                       | Spectateurs : 43 217 Arbitrage : Wolfgang Stark | Spectateurs : 43 217 Arbitrage : Wolfgang Stark |

|              | Chelsea                     | 2 - 1   | MŠK Žilina | Stamford Bridge, Londres                              |                                                       |
| 20h45 (CEST) | Sturridge 51e · Malouda 86e | (0 - 1) | Bello 19e  | Spectateurs : 40 266 Arbitrage : Robert Schörgenhofer | Spectateurs : 40 266 Arbitrage : Robert Schörgenhofer |
| 20h45 (CEST) | Rapport                     |         |            | Spectateurs : 40 266 Arbitrage : Robert Schörgenhofer | Spectateurs : 40 266 Arbitrage : Robert Schörgenhofer |

| 6e journée                  | Olympique de Marseille | 1 - 0   | Chelsea | Stade Vélodrome, Marseille                            |                                                       |
| 8 décembre 2010 20h45 (CET) | Brandão 81e            | (0 - 0) |         | Spectateurs : 57 650 Arbitrage : Vladislav Bezborodov | Spectateurs : 57 650 Arbitrage : Vladislav Bezborodov |
| 8 décembre 2010 20h45 (CET) | Rapport                |         |         | Spectateurs : 57 650 Arbitrage : Vladislav Bezborodov | Spectateurs : 57 650 Arbitrage : Vladislav Bezborodov |

|  | MŠK Žilina | 1 - 2   | Spartak Moscou       | Pod Dubňom, Žilina                         |                                            |
|  | Majtán 49e | (0 - 0) | Alex 55e · Ibson 84e | Spectateurs : 5 000 Arbitrage : Kevin Blom | Spectateurs : 5 000 Arbitrage : Kevin Blom |
|  | Rapport    |         |                      | Spectateurs : 5 000 Arbitrage : Kevin Blom | Spectateurs : 5 000 Arbitrage : Kevin Blom |

### Groupe G
| Rang | Équipe         | Pts | J | G | N | P | Bp | Bc | Diff |  | Résultats (▼ dom., ► ext.) |     |     |     |     |
| ---- | -------------- | --- | - | - | - | - | -- | -- | ---- |  | -------------------------- | --- | --- | --- | --- |
| 1    | Real Madrid    | 16  | 6 | 5 | 1 | 0 | 15 | 2  | +13  |  | Real Madrid                |     | 2-0 | 2-0 | 4-0 |
| 2    | Milan AC       | 8   | 6 | 2 | 2 | 2 | 7  | 7  | 0    |  | Milan AC                   | 2-2 |     | 0-2 | 2-0 |
| 3    | Ajax Amsterdam | 7   | 6 | 2 | 1 | 3 | 6  | 10 | -4   |  | Ajax Amsterdam             | 0-4 | 1-1 |     | 2-1 |
| 4    | AJ Auxerre     | 3   | 6 | 1 | 0 | 5 | 3  | 12 | -9   |  | AJ Auxerre                 | 0-1 | 0-2 | 2-1 |     |

| 1re journée                    | Real Madrid                   | 2 - 0   | Ajax Amsterdam | Stade Santiago Bernabéu, Madrid                |                                                |
| 15 septembre 2010 20h45 (CEST) | Anita 31e (csc) · Higuaín 73e | (1 - 0) |                | Spectateurs : 69 639 Arbitrage : Damir Skomina | Spectateurs : 69 639 Arbitrage : Damir Skomina |
| 15 septembre 2010 20h45 (CEST) | Rapport                       |         |                | Spectateurs : 69 639 Arbitrage : Damir Skomina | Spectateurs : 69 639 Arbitrage : Damir Skomina |

|  | Milan AC            | 2 - 0   | AJ Auxerre | Stade Giuseppe-Meazza, Milan                    |                                                 |
|  | Ibrahimović 66e 69e | (0 - 0) |            | Spectateurs : 69 317 Arbitrage : Cristian Balaj | Spectateurs : 69 317 Arbitrage : Cristian Balaj |
|  | Rapport             |         |            | Spectateurs : 69 317 Arbitrage : Cristian Balaj | Spectateurs : 69 317 Arbitrage : Cristian Balaj |

| 2e journée                     | AJ Auxerre | 0 - 1   | Real Madrid  | Stade de l'Abbé-Deschamps, Auxerre               |                                                  |
| 28 septembre 2010 20h45 (CEST) |            | (0 - 0) | Di María 81e | Spectateurs : 19 525 Arbitrage : Claus Bo Larsen | Spectateurs : 19 525 Arbitrage : Claus Bo Larsen |
| 28 septembre 2010 20h45 (CEST) | Rapport    |         |              | Spectateurs : 19 525 Arbitrage : Claus Bo Larsen | Spectateurs : 19 525 Arbitrage : Claus Bo Larsen |

|  | Ajax Amsterdam  | 1 - 1   | Milan AC        | Amsterdam ArenA, Amsterdam                   |                                              |
|  | El Hamdaoui 23e | (1 - 1) | Ibrahimović 37e | Spectateurs : 51 276 Arbitrage : Felix Brych | Spectateurs : 51 276 Arbitrage : Felix Brych |
|  | Rapport         |         |                 | Spectateurs : 51 276 Arbitrage : Felix Brych | Spectateurs : 51 276 Arbitrage : Felix Brych |

| 3e journée                   | Ajax Amsterdam           | 2 - 1   | AJ Auxerre | Amsterdam ArenA, Amsterdam                            |                                                       |
| 19 octobre 2010 20h45 (CEST) | de Zeeuw 7e · Suárez 41e | (2 - 0) | Birsa 57e  | Spectateurs : 51 383 Arbitrage : Olegário Benquerença | Spectateurs : 51 383 Arbitrage : Olegário Benquerença |
| 19 octobre 2010 20h45 (CEST) | Rapport                  |         |            | Spectateurs : 51 383 Arbitrage : Olegário Benquerença | Spectateurs : 51 383 Arbitrage : Olegário Benquerença |

|  | Real Madrid               | 2 - 0   | Milan AC | Stade Santiago Bernabéu, Madrid                |                                                |
|  | C. Ronaldo 13e · Özil 14e | (2 - 0) |          | Spectateurs : 71 657 Arbitrage : Pedro Proença | Spectateurs : 71 657 Arbitrage : Pedro Proença |
|  | Rapport                   |         |          | Spectateurs : 71 657 Arbitrage : Pedro Proença | Spectateurs : 71 657 Arbitrage : Pedro Proença |

| 4e journée                  | AJ Auxerre                  | 2 - 1   | Ajax Amsterdam   | Stade de l'Abbé-Deschamps, Auxerre                |                                                   |
| 3 novembre 2010 20h45 (CET) | Sammaritano 9e · Langil 84e | (1 - 0) | Alderweireld 79e | Spectateurs : 18 727 Arbitrage : Mark Clattenburg | Spectateurs : 18 727 Arbitrage : Mark Clattenburg |
| 3 novembre 2010 20h45 (CET) | Rapport                     |         |                  | Spectateurs : 18 727 Arbitrage : Mark Clattenburg | Spectateurs : 18 727 Arbitrage : Mark Clattenburg |

|  | Milan AC        | 2 - 2   | Real Madrid                    | Stade Giuseppe-Meazza, Milan                 |                                              |
|  | Inzaghi 68e 78e | (0 - 1) | Higuaín 45e · Pedro León 90+4e | Spectateurs : 76 357 Arbitrage : Howard Webb | Spectateurs : 76 357 Arbitrage : Howard Webb |
|  | Rapport         |         |                                | Spectateurs : 76 357 Arbitrage : Howard Webb | Spectateurs : 76 357 Arbitrage : Howard Webb |

| 5e journée                   | Ajax Amsterdam | 0 - 4   | Real Madrid                                                                                          | Amsterdam ArenA, Amsterdam                     |                                                |
| 23 novembre 2010 20h45 (CET) |                | (0 - 2) | Benzema 36e · Arbeloa 44e · C. Ronaldo 70e 81e (pen.) · Xabi Alonso 68e, 87e · Sergio Ramos 33e, 90e | Spectateurs : 48 491 Arbitrage : Craig Thomson | Spectateurs : 48 491 Arbitrage : Craig Thomson |
| 23 novembre 2010 20h45 (CET) | Rapport        |         | | Spectateurs : 48 491 Arbitrage : Craig Thomson | Spectateurs : 48 491 Arbitrage : Craig Thomson |

|  | AJ Auxerre | 0 - 2   | Milan AC                           | Stade de l'Abbé-Deschamps, Auxerre             |                                                |
|  |            | (0 - 0) | Ibrahimović 64e · Ronaldinho 90+1e | Spectateurs : 19 244 Arbitrage : Damir Skomina | Spectateurs : 19 244 Arbitrage : Damir Skomina |
|  | Rapport    |         |                                    | Spectateurs : 19 244 Arbitrage : Damir Skomina | Spectateurs : 19 244 Arbitrage : Damir Skomina |

| 6e journée                  | Real Madrid                          | 4 - 0   | AJ Auxerre | Stade Santiago Bernabéu, Madrid                 |                                                 |
| 8 décembre 2010 20h45 (CET) | Benzema 12e 72e 88e · C. Ronaldo 49e | (1 - 0) |            | Spectateurs : 54 917 Arbitrage : Serge Gumienny | Spectateurs : 54 917 Arbitrage : Serge Gumienny |
| 8 décembre 2010 20h45 (CET) | Rapport                              |         |            | Spectateurs : 54 917 Arbitrage : Serge Gumienny | Spectateurs : 54 917 Arbitrage : Serge Gumienny |

|  | Milan AC | 0 - 2   | Ajax Amsterdam                  | Stade Giuseppe-Meazza, Milan                     |                                                  |
|  |          | (0 - 0) | de Zeeuw 57e · Alderweireld 66e | Spectateurs : 72 960 Arbitrage : Claus Bo Larsen | Spectateurs : 72 960 Arbitrage : Claus Bo Larsen |
|  | Rapport  |         |                                 | Spectateurs : 72 960 Arbitrage : Claus Bo Larsen | Spectateurs : 72 960 Arbitrage : Claus Bo Larsen |

### Groupe H
| Rang | Équipe            | Pts | J | G | N | P | Bp | Bc | Diff |  | Résultats (▼ dom., ► ext.) |     |     |     |     |
| ---- | ----------------- | --- | - | - | - | - | -- | -- | ---- |  | -------------------------- | --- | --- | --- | --- |
| 1    | Chakhtar Donetsk  | 15  | 6 | 5 | 0 | 1 | 12 | 6  | +6   |  | Chakhtar Donetsk           |     | 2-1 | 2-0 | 1-0 |
| 2    | Arsenal           | 12  | 6 | 4 | 0 | 2 | 18 | 7  | +11  |  | Arsenal                    | 5-1 |     | 6-0 | 3-1 |
| 3    | Sporting Braga    | 9   | 6 | 3 | 0 | 3 | 5  | 11 | -6   |  | Sporting Braga             | 0-3 | 2-0 |     | 2-0 |
| 4    | Partizan Belgrade | 0   | 6 | 0 | 0 | 6 | 2  | 13 | -11  |  | Partizan Belgrade          | 0-3 | 1-3 | 0-1 |     |

| 1re journée                    | Chakhtar Donetsk | 1 - 0   | Partizan Belgrade | Donbass Arena, Donetsk                                   |                                                          |
| 15 septembre 2010 20h45 (CEST) | Srna 71e         | (0 - 0) |                   | Spectateurs : 48 512 Arbitrage : Carlos Velasco Carballo | Spectateurs : 48 512 Arbitrage : Carlos Velasco Carballo |
| 15 septembre 2010 20h45 (CEST) | Rapport          |         |                   | Spectateurs : 48 512 Arbitrage : Carlos Velasco Carballo | Spectateurs : 48 512 Arbitrage : Carlos Velasco Carballo |

|  | Arsenal                                                             | 6 - 0   | Sporting Braga | Arsenal Stadium, Londres                     |                                              |
|  | Fàbregas 9e (pen.) 53e · Archavine 30e · Chamakh 34e · Vela 69e 84e | (3 - 0) |                | Spectateurs : 59 333 Arbitrage : Alain Hamer | Spectateurs : 59 333 Arbitrage : Alain Hamer |
|  | Rapport                                                             |         |                | Spectateurs : 59 333 Arbitrage : Alain Hamer | Spectateurs : 59 333 Arbitrage : Alain Hamer |

| 2e journée                     | Partizan Belgrade               | 1 - 3   | Arsenal                                     | Stade du Partizan, Belgrade                     |                                                 |
| 28 septembre 2010 20h45 (CEST) | Cléo 33e (pen.) · Jovanović 56e | (1 - 1) | Archavine 15e · Chamakh 71e · Squillaci 82e | Spectateurs : 29 348 Arbitrage : Wolfgang Stark | Spectateurs : 29 348 Arbitrage : Wolfgang Stark |
| 28 septembre 2010 20h45 (CEST) | Rapport                         |         |                                             | Spectateurs : 29 348 Arbitrage : Wolfgang Stark | Spectateurs : 29 348 Arbitrage : Wolfgang Stark |

|  | Sporting Braga | 0 - 3   | Chakhtar Donetsk                                | Stade municipal de Braga, Braga             |                                             |
|  |                | (0 - 0) | Luiz Adriano 56e 72e · Douglas Costa 90e (pen.) | Spectateurs : 12 083 Arbitrage : Kevin Blom | Spectateurs : 12 083 Arbitrage : Kevin Blom |
|  | Rapport        |         |                                                 | Spectateurs : 12 083 Arbitrage : Kevin Blom | Spectateurs : 12 083 Arbitrage : Kevin Blom |

| 3e journée                   | Sporting Braga         | 2 - 0   | Partizan Belgrade | Stade municipal de Braga, Braga                  |                                                  |
| 19 octobre 2010 20h45 (CEST) | Lima 35e · Matheus 90e | (1 - 0) |                   | Spectateurs : 11 454 Arbitrage : Laurent Duhamel | Spectateurs : 11 454 Arbitrage : Laurent Duhamel |
| 19 octobre 2010 20h45 (CEST) | Rapport                |         |                   | Spectateurs : 11 454 Arbitrage : Laurent Duhamel | Spectateurs : 11 454 Arbitrage : Laurent Duhamel |

|  | Arsenal                                                                 | 5 - 1   | Chakhtar Donetsk | Arsenal Stadium, Londres                           |                                                    |
|  | Song 19e · Nasri 43e · Fàbregas 60e (pen.) · Wilshere 66e · Chamakh 69e | (2 - 0) | Eduardo 82e      | Spectateurs : 60 016 Arbitrage : Svein Oddvar Moen | Spectateurs : 60 016 Arbitrage : Svein Oddvar Moen |
|  | Rapport                                                                 |         |                  | Spectateurs : 60 016 Arbitrage : Svein Oddvar Moen | Spectateurs : 60 016 Arbitrage : Svein Oddvar Moen |

| 4e journée                  | Chakhtar Donetsk                 | 2 - 1   | Arsenal     | Donbass Arena, Donetsk                           |                                                  |
| 3 novembre 2010 20h45 (CET) | Eastmond 28e (csc) · Eduardo 45e | (2 - 1) | Walcott 10e | Spectateurs : 51 153 Arbitrage : Massimo Busacca | Spectateurs : 51 153 Arbitrage : Massimo Busacca |
| 3 novembre 2010 20h45 (CET) | Rapport                          |         |             | Spectateurs : 51 153 Arbitrage : Massimo Busacca | Spectateurs : 51 153 Arbitrage : Massimo Busacca |

|  | Partizan Belgrade | 0 - 1   | Sporting Braga | Stade du Partizan, Belgrade                     |                                                 |
|  |                   | (0 - 1) | Moisés 35e     | Spectateurs : 28 000 Arbitrage : Martin Hansson | Spectateurs : 28 000 Arbitrage : Martin Hansson |
|  | Rapport           |         |                | Spectateurs : 28 000 Arbitrage : Martin Hansson | Spectateurs : 28 000 Arbitrage : Martin Hansson |

| 5e journée                   | Sporting Braga    | 2 - 0   | Arsenal | Stade municipal de Braga, Braga                |                                                |
| 23 novembre 2010 20h45 (CET) | Matheus 83e 90+3e | (0 - 0) |         | Spectateurs : 25 000 Arbitrage : Viktor Kassai | Spectateurs : 25 000 Arbitrage : Viktor Kassai |
| 23 novembre 2010 20h45 (CET) | Rapport           |         |         | Spectateurs : 25 000 Arbitrage : Viktor Kassai | Spectateurs : 25 000 Arbitrage : Viktor Kassai |

|  | Partizan Belgrade | 0 - 3   | Chakhtar Donetsk                          | Stade du Partizan, Belgrade                         |                                                     |
|  |                   | (0 - 0) | Stepanenko 52e · Jadson 59e · Eduardo 68e | Spectateurs : 17 473 Arbitrage : Frank De Bleeckere | Spectateurs : 17 473 Arbitrage : Frank De Bleeckere |
|  | Rapport           |         |                                           | Spectateurs : 17 473 Arbitrage : Frank De Bleeckere | Spectateurs : 17 473 Arbitrage : Frank De Bleeckere |

| 6e journée                  | Arsenal                                         | 3 - 1   | Partizan Belgrade | Arsenal Stadium, Londres                           |                                                    |
| 8 décembre 2010 20h45 (CET) | Van Persie 30e (pen.) · Walcott 73e · Nasri 77e | (2 - 0) | Cléo 52e          | Spectateurs : 58 845 Arbitrage : Paolo Tagliavento | Spectateurs : 58 845 Arbitrage : Paolo Tagliavento |
| 8 décembre 2010 20h45 (CET) | Rapport                                         |         |                   | Spectateurs : 58 845 Arbitrage : Paolo Tagliavento | Spectateurs : 58 845 Arbitrage : Paolo Tagliavento |

|  | Chakhtar Donetsk           | 2 - 0   | Sporting Braga | Donbass Arena, Donetsk                       |                                              |
|  | Raţ 78e · Luiz Adriano 83e | (0 - 0) |                | Spectateurs : 47 627 Arbitrage : Felix Brych | Spectateurs : 47 627 Arbitrage : Felix Brych |
|  | Rapport                    |         |                | Spectateurs : 47 627 Arbitrage : Felix Brych | Spectateurs : 47 627 Arbitrage : Felix Brych |

## Phase à élimination directe

### Huitièmes de finale
| 15 février 2011 | Milan AC | 0 - 1   | Tottenham  | Stade Giuseppe-Meazza, Milan                     |                                                  |
| 20 h 45 HEC     |          | (0 - 0) | Crouch 80e | Spectateurs : 75 652 Arbitrage : Stéphane Lannoy | Spectateurs : 75 652 Arbitrage : Stéphane Lannoy |
| 20 h 45 HEC     | Rapport  |         |            | Spectateurs : 75 652 Arbitrage : Stéphane Lannoy | Spectateurs : 75 652 Arbitrage : Stéphane Lannoy |

| 9 mars 2011 | Tottenham | 0 - 0   | Milan AC | White Hart Lane, Londres                            |                                                     |
| 20 h 45 HEC |           | (0 - 0) |          | Spectateurs : 34 320 Arbitrage : Frank De Bleeckere | Spectateurs : 34 320 Arbitrage : Frank De Bleeckere |
| 20 h 45 HEC | Rapport   |         |          | Spectateurs : 34 320 Arbitrage : Frank De Bleeckere | Spectateurs : 34 320 Arbitrage : Frank De Bleeckere |

| 15 février 2011 | Valence     | 1 - 1   | Schalke 04                  | Estadio de Mestalla, Valence                           |                                                        |
| 20 h 45 HEC     | Soldado 17e | (1 - 0) | Raúl 64e · Schmitz 65e, 90e | Spectateurs : 42 703 Arbitrage : Aleksei Nikolaev (en) | Spectateurs : 42 703 Arbitrage : Aleksei Nikolaev (en) |
| 20 h 45 HEC     | Rapport     |         |                             | Spectateurs : 42 703 Arbitrage : Aleksei Nikolaev (en) | Spectateurs : 42 703 Arbitrage : Aleksei Nikolaev (en) |

| 9 mars 2011 | Schalke 04                        | 3 - 1   | Valence           | Arena AufSchalke, Schalke                       |                                                 |
| 20 h 45 HEC | Farfán 40e 90+4e · Gavranović 52e | (1 - 1) | Ricardo Costa 17e | Spectateurs : 53 517 Arbitrage : Jonas Eriksson | Spectateurs : 53 517 Arbitrage : Jonas Eriksson |
| 20 h 45 HEC | Rapport                           |         |                   | Spectateurs : 53 517 Arbitrage : Jonas Eriksson | Spectateurs : 53 517 Arbitrage : Jonas Eriksson |

| 16 février 2011 | AS Rome                  | 2 - 3   | Chakhtar Donetsk                     | Stadio Olimpico, Rome                                 |                                                       |
| 20 h 45 HEC     | Perrotta 28e · Ménez 61e | (1 - 3) | Jadson 29e · Costa 36e · Adriano 41e | Spectateurs : 35 873 Arbitrage : Olegário Benquerença | Spectateurs : 35 873 Arbitrage : Olegário Benquerença |
| 20 h 45 HEC     | Rapport                  |         |                                      | Spectateurs : 35 873 Arbitrage : Olegário Benquerença | Spectateurs : 35 873 Arbitrage : Olegário Benquerença |

| 8 mars 2011 | Chakhtar Donetsk              | 3 - 0   | AS Rome        | Donbass Arena, Donetsk                       |                                              |
| 20 h 45 HEC | Willian 18e 58e · Eduardo 87e | (1 - 0) | Mexès 24e, 41e | Spectateurs : 46 543 Arbitrage : Howard Webb | Spectateurs : 46 543 Arbitrage : Howard Webb |
| 20 h 45 HEC | Rapport                       |         |                | Spectateurs : 46 543 Arbitrage : Howard Webb | Spectateurs : 46 543 Arbitrage : Howard Webb |

| 16 février 2011 | Arsenal                        | 2 - 1   | FC Barcelone | Arsenal Stadium, Londres                        |                                                 |
| 20 h 45 HEC     | Van Persie 78e · Archavine 83e | (0 - 1) | Villa 26e    | Spectateurs : 59 927 Arbitrage : Nicola Rizzoli | Spectateurs : 59 927 Arbitrage : Nicola Rizzoli |
| 20 h 45 HEC     | Rapport                        |         |              | Spectateurs : 59 927 Arbitrage : Nicola Rizzoli | Spectateurs : 59 927 Arbitrage : Nicola Rizzoli |

| 8 mars 2011 | FC Barcelone               | 3 - 1   | Arsenal                                    | Camp Nou, Barcelone                              |                                                  |
| 20 h 45 HEC | Messi 45+3e 71e · Xavi 69e | (1 - 0) | Busquets 53e (csc) · Van Persie 45+1e, 56e | Spectateurs : 95 486 Arbitrage : Massimo Busacca | Spectateurs : 95 486 Arbitrage : Massimo Busacca |
| 20 h 45 HEC | Rapport                    |         |                                            | Spectateurs : 95 486 Arbitrage : Massimo Busacca | Spectateurs : 95 486 Arbitrage : Massimo Busacca |

| 22 février 2011 | FC Copenhague | 0 - 2   | Chelsea        | Parken Stadium, Copenhague                     |                                                |
| 20 h 45 HEC     |               | (0 - 1) | Anelka 17e 54e | Spectateurs : 37 000 Arbitrage : Björn Kuipers | Spectateurs : 37 000 Arbitrage : Björn Kuipers |
| 20 h 45 HEC     | Rapport       |         |                | Spectateurs : 37 000 Arbitrage : Björn Kuipers | Spectateurs : 37 000 Arbitrage : Björn Kuipers |

| 16 mars 2011 | Chelsea | 0 - 0   | FC Copenhague | Stamford Bridge, Londres                           |                                                    |
| 20 h 45 HEC  |         | (0 - 0) |               | Spectateurs : 36 454 Arbitrage : Svein Oddvar Moen | Spectateurs : 36 454 Arbitrage : Svein Oddvar Moen |
| 20 h 45 HEC  | Rapport |         |               | Spectateurs : 36 454 Arbitrage : Svein Oddvar Moen | Spectateurs : 36 454 Arbitrage : Svein Oddvar Moen |

| 22 février 2011 | Olympique lyonnais | 1 - 1   | Real Madrid | Stade Gerland, Lyon                             |                                                 |
| 20 h 45 HEC     | Gomis 83e          | (0 - 0) | Benzema 65e | Spectateurs : 41 121 Arbitrage : Wolfgang Stark | Spectateurs : 41 121 Arbitrage : Wolfgang Stark |
| 20 h 45 HEC     | Rapport            |         |             | Spectateurs : 41 121 Arbitrage : Wolfgang Stark | Spectateurs : 41 121 Arbitrage : Wolfgang Stark |

| 16 mars 2011 | Real Madrid                              | 3 - 0   | Olympique lyonnais | Stade Santiago Bernabéu, Madrid                |                                                |
| 20 h 45 HEC  | Marcelo 37e · Benzema 66e · Di María 76e | (1 - 0) |                    | Spectateurs : 70 034 Arbitrage : Damir Skomina | Spectateurs : 70 034 Arbitrage : Damir Skomina |
| 20 h 45 HEC  | Rapport                                  |         |                    | Spectateurs : 70 034 Arbitrage : Damir Skomina | Spectateurs : 70 034 Arbitrage : Damir Skomina |

| 23 février 2011 | Inter Milan | 0 - 1   | Bayern Munich | Stade Giuseppe-Meazza, Milan                   |                                                |
| 20 h 45 HEC     |             | (0 - 0) | Gómez 90+1e   | Spectateurs : 75 925 Arbitrage : Viktor Kassai | Spectateurs : 75 925 Arbitrage : Viktor Kassai |
| 20 h 45 HEC     | Rapport     |         |               | Spectateurs : 75 925 Arbitrage : Viktor Kassai | Spectateurs : 75 925 Arbitrage : Viktor Kassai |

| 15 mars 2011 | Bayern Munich          | 2 - 3   | Inter Milan                          | Fußball Arena München, Munich                  |                                                |
| 20 h 45 HEC  | Gómez 21e · Müller 31e | (2 - 1) | Eto'o 3e · Sneijder 63e · Pandev 88e | Spectateurs : 66 000 Arbitrage : Pedro Proença | Spectateurs : 66 000 Arbitrage : Pedro Proença |
| 20 h 45 HEC  | Rapport                |         |                                      | Spectateurs : 66 000 Arbitrage : Pedro Proença | Spectateurs : 66 000 Arbitrage : Pedro Proença |

| 23 février 2011 | Olympique de Marseille | 0 - 0   | Manchester United | Stade Vélodrome, Marseille                   |                                              |
| 20 h 45 HEC     |                        | (0 - 0) |                   | Spectateurs : 57 957 Arbitrage : Felix Brych | Spectateurs : 57 957 Arbitrage : Felix Brych |
| 20 h 45 HEC     | Rapport                |         |                   | Spectateurs : 57 957 Arbitrage : Felix Brych | Spectateurs : 57 957 Arbitrage : Felix Brych |

| 15 mars 2011 | Manchester United | 2 - 1   | Olympique de Marseille | Old Trafford, Manchester                                 |                                                          |
| 20 h 45 HEC  | Hernández 5e 75e  | (1 - 0) | Brown 82e (csc)        | Spectateurs : 73 996 Arbitrage : Carlos Velasco Carballo | Spectateurs : 73 996 Arbitrage : Carlos Velasco Carballo |
| 20 h 45 HEC  | Rapport           |         |                        | Spectateurs : 73 996 Arbitrage : Carlos Velasco Carballo | Spectateurs : 73 996 Arbitrage : Carlos Velasco Carballo |

### Quarts de finale
| 5 avril 2011 | Real Madrid                                     | 4 - 0   | Tottenham      | Stade Santiago Bernabéu, Madrid              |                                              |
| 20 h 45 HEC  | Adebayor 4e 57e · Di María 72e · C. Ronaldo 87e | (1 - 0) | Crouch 8e, 15e | Spectateurs : 71 657 Arbitrage : Felix Brych | Spectateurs : 71 657 Arbitrage : Felix Brych |
| 20 h 45 HEC  | Rapport                                         |         |                | Spectateurs : 71 657 Arbitrage : Felix Brych | Spectateurs : 71 657 Arbitrage : Felix Brych |

| 13 avril 2011 | Tottenham | 0 - 1   | Real Madrid    | White Hart Lane, Londres                        |                                                 |
| 20 h 45 HEC   |           | (0 - 0) | C. Ronaldo 50e | Spectateurs : 34 311 Arbitrage : Nicola Rizzoli | Spectateurs : 34 311 Arbitrage : Nicola Rizzoli |
| 20 h 45 HEC   | Rapport   |         |                | Spectateurs : 34 311 Arbitrage : Nicola Rizzoli | Spectateurs : 34 311 Arbitrage : Nicola Rizzoli |

| 5 avril 2011 | Inter Milan                                 | 2 - 5   | Schalke 04                                               | Stade Giuseppe-Meazza, Milan                     |                                                  |
| 20 h 45 HEC  | Stanković 1re · Milito 34e · Chivu 52e, 62e | (2 - 2) | Matip 17e · Edu 40e 75e · Raúl 53e · Ranocchia 57e (csc) | Spectateurs : 72 770 Arbitrage : Martin Atkinson | Spectateurs : 72 770 Arbitrage : Martin Atkinson |
| 20 h 45 HEC  | Rapport                                     |         |                                                          | Spectateurs : 72 770 Arbitrage : Martin Atkinson | Spectateurs : 72 770 Arbitrage : Martin Atkinson |

| 13 avril 2011 | Schalke 04             | 2 - 1   | Inter Milan | Arena AufSchalke, Schalke                      |                                                |
| 20 h 45 HEC   | Raúl 45e · Höwedes 81e | (1 - 0) | Motta 49e   | Spectateurs : 54 142 Arbitrage : Damir Skomina | Spectateurs : 54 142 Arbitrage : Damir Skomina |
| 20 h 45 HEC   | Rapport                |         |             | Spectateurs : 54 142 Arbitrage : Damir Skomina | Spectateurs : 54 142 Arbitrage : Damir Skomina |

| 6 avril 2011 | FC Barcelone                                                   | 5 - 1   | Chakhtar Donetsk | Camp Nou, Barcelone                            |                                                |
| 20 h 45 HEC  | Iniesta 2e · Dani Alves 34e · Piqué 53e · Keita 61e · Xavi 86e | (2 - 0) | Rakitskiy 60e    | Spectateurs : 86 518 Arbitrage : Craig Thomson | Spectateurs : 86 518 Arbitrage : Craig Thomson |
| 20 h 45 HEC  | Rapport                                                        |         |                  | Spectateurs : 86 518 Arbitrage : Craig Thomson | Spectateurs : 86 518 Arbitrage : Craig Thomson |

| 12 avril 2011 | Chakhtar Donetsk | 0 - 1   | FC Barcelone | Donbass Arena, Donetsk                         |                                                |
| 20 h 45 HEC   |                  | (0 - 1) | Messi 43e    | Spectateurs : 51 759 Arbitrage : Florian Meyer | Spectateurs : 51 759 Arbitrage : Florian Meyer |
| 20 h 45 HEC   | Rapport          |         |              | Spectateurs : 51 759 Arbitrage : Florian Meyer | Spectateurs : 51 759 Arbitrage : Florian Meyer |

| 6 avril 2011 | Chelsea | 0 - 1   | Manchester United | Stamford Bridge, Londres                                  |                                                           |
| 20 h 45 HEC  |         | (0 - 1) | Rooney 24e        | Spectateurs : 37 915 Arbitrage : Alberto Undiano Mallenco | Spectateurs : 37 915 Arbitrage : Alberto Undiano Mallenco |
| 20 h 45 HEC  | Rapport |         |                   | Spectateurs : 37 915 Arbitrage : Alberto Undiano Mallenco | Spectateurs : 37 915 Arbitrage : Alberto Undiano Mallenco |

| 12 avril 2011 | Manchester United        | 2 - 1   | Chelsea                       | Old Trafford, Manchester                              |                                                       |
| 20 h 45 HEC   | Hernández 43e · Park 77e | (1 - 0) | Ramires 33e, 70e · Drogba 77e | Spectateurs : 74 672 Arbitrage : Olegário Benquerença | Spectateurs : 74 672 Arbitrage : Olegário Benquerença |
| 20 h 45 HEC   | Rapport                  |         |                               | Spectateurs : 74 672 Arbitrage : Olegário Benquerença | Spectateurs : 74 672 Arbitrage : Olegário Benquerença |

### Demi-finales
| 26 avril 2011 | Schalke 04 | 0 - 2   | Manchester United      | Arena AufSchalke, Schalke                                |                                                          |
| 20 h 45 HEC   |            | (0 - 0) | Giggs 67e · Rooney 69e | Spectateurs : 54 142 Arbitrage : Carlos Velasco Carballo | Spectateurs : 54 142 Arbitrage : Carlos Velasco Carballo |
| 20 h 45 HEC   | Rapport    |         |                        | Spectateurs : 54 142 Arbitrage : Carlos Velasco Carballo | Spectateurs : 54 142 Arbitrage : Carlos Velasco Carballo |

| 4 mai 2011  | Manchester United                            | 4 - 1   | Schalke 04 | Old Trafford, Manchester                       |                                                |
| 20 h 45 HEC | Valencia 26e · Gibson 31e · Anderson 72e 76e | (2 - 1) | Jurado 35e | Spectateurs : 74 687 Arbitrage : Pedro Proença | Spectateurs : 74 687 Arbitrage : Pedro Proença |
| 20 h 45 HEC | Rapport                                      |         |            | Spectateurs : 74 687 Arbitrage : Pedro Proença | Spectateurs : 74 687 Arbitrage : Pedro Proença |

| 27 avril 2011 | Real Madrid | 0 - 2   | FC Barcelone  | Stade Santiago Bernabéu, Madrid                 |                                                 |
| 20 h 45 HEC   |             | (0 - 0) | Messi 76e 87e | Spectateurs : 71 567 Arbitrage : Wolfgang Stark | Spectateurs : 71 567 Arbitrage : Wolfgang Stark |
| 20 h 45 HEC   | Rapport     |         |               | Spectateurs : 71 567 Arbitrage : Wolfgang Stark | Spectateurs : 71 567 Arbitrage : Wolfgang Stark |

| 3 mai 2011  | FC Barcelone | 1 - 1   | Real Madrid | Camp Nou, Barcelone                                 |                                                     |
| 20 h 45 HEC | Pedro 54e    | (0 - 0) | Marcelo 64e | Spectateurs : 95 701 Arbitrage : Frank De Bleeckere | Spectateurs : 95 701 Arbitrage : Frank De Bleeckere |
| 20 h 45 HEC | Rapport      |         |             | Spectateurs : 95 701 Arbitrage : Frank De Bleeckere | Spectateurs : 95 701 Arbitrage : Frank De Bleeckere |

### Finale
| Samedi 28 mai 2011 | FC Barcelone                      | 3 - 1   | Manchester United | Wembley Stadium, Londres                       |                                                |
| 20:45 CEST         | Pedro 27e · Messi 54e · Villa 69e | (1 - 1) | 34e Rooney        | Spectateurs : 87 695 Arbitrage : Viktor Kassai | Spectateurs : 87 695 Arbitrage : Viktor Kassai |
| 20:45 CEST         | Rapport                           |         |                   | Spectateurs : 87 695 Arbitrage : Viktor Kassai | Spectateurs : 87 695 Arbitrage : Viktor Kassai |

| Barcelone | Manchester |

| Barcelone :                |    |                   |     |        |
|                            |    |                   |     |        |
| GB                         | 1  | Víctor Valdés     | 85e |        |
| DD                         | 2  | Daniel Alves      | 60e | 88e    |
| DC                         | 14 | Javier Mascherano |     |        |
| DC                         | 3  | Gerard Piqué      |     |        |
| DG                         | 22 | Éric Abidal       |     |        |
| MDF                        | 16 | Sergio Busquets   |     |        |
| MC                         | 6  | Xavi              |     |        |
| MC                         | 8  | Andrés Iniesta    |     |        |
| AT                         | 7  | David Villa       |     | 86e    |
| AG                         | 10 | Lionel Messi      |     |        |
| AD                         | 17 | Pedro             |     | 90e+2  |
| Remplaçants :              |    |                   |     |        |
| GB                         | 38 | Oier Olazábal     |     |        |
| DC                         | 5  | Carles Puyol      |     | 88e    |
| DC                         | 21 | Adriano           |     |        |
| MC                         | 15 | Seydou Keita      |     | 86e    |
| MC                         | 20 | Ibrahim Afellay   |     | 90e +2 |
| MC                         | 30 | Thiago Alcántara  |     |        |
| AT                         | 9  | Bojan Krkić       |     |        |
| Entraîneur : Pep Guardiola |    |                   |     |        |
|                            |    |                   |     |        |

| Manchester United :        |    |                   |     |     |
|                            |    |                   |     |     |
| GB                         | 1  | Edwin van der Sar |     |     |
| DD                         | 20 | Fábio             |     | 69e |
| DC                         | 5  | Rio Ferdinand     |     |     |
| DC                         | 15 | Nemanja Vidić     |     |     |
| DG                         | 3  | Patrice Évra      |     |     |
| MD                         | 25 | Antonio Valencia  | 79e |     |
| MC                         | 16 | Michael Carrick   | 61e | 77e |
| MC                         | 11 | Ryan Giggs        |     |     |
| MG                         | 13 | Park Ji-sung      |     |     |
| AT                         | 10 | Wayne Rooney      |     |     |
| AT                         | 14 | Javier Hernández  |     |     |
| Remplaçants :              |    |                   |     |     |
| GB                         | 29 | Tomasz Kuszczak   |     |     |
| DC                         | 12 | Chris Smalling    |     |     |
| MC                         | 8  | Anderson          |     |     |
| MC                         | 17 | Nani              |     | 69e |
| MC                         | 18 | Paul Scholes      |     | 77e |
| MC                         | 24 | Darren Fletcher   |     |     |
| AT                         | 7  | Michael Owen      |     |     |
| Entraîneur : Alex Ferguson |    |                   |     |     |
|                            |    |                   |     |     |

| Homme du match UEFA Lionel Messi Arbitres assistants Gábor Erős György Ring Mihály Fábián Tamás Bognár Quatrième arbitre István Vad Arbitres réserve Robert Kispál |